# Lance Dunbar
Lance Dunbar Jr. (* 25. Januar 1990 in New Orleans, Louisiana) ist ein US-amerikanischer American-Football-Spieler auf der Position des Runningbacks und wird auch als Returner in den Special Teams eingesetzt. Er ist derzeit ein Free Agent in der National Football League (NFL).

## College
Dunbar spielte von 2008 bis 2011 für die University of North Texas. Er war vor allem die letzte drei Jahre ein sehr solider Runningback im College Football und stellte mehrfach Bestmarken der Sun Belt Conference auf.
Insgesamt lief er in den vier Jahren am College 4.224 Yards und erzielte dabei 41 Touchdowns. Er fing außerdem insgesamt 97 Bälle für 1.033 Yards und 8 Touchdowns.

## NFL
Im NFL Draft 2012 wurde Dunbar zunächst von keinem Team ausgewählt, weil es Zweifel gab, ob er mit seiner kleinen Körpergröße als Runningback in der NFL erfolgreich sein könnte. Schließlich wurde er aber noch vor der NFL-Saison 2012 von den Dallas Cowboys unter Vertrag genommen, nachdem er sich in deren Trainingsmannschaft beweisen konnte.

### Dallas Cowboys
Bei den Cowboys spielte Dunbar insgesamt fünf Spielzeiten. Er wurde in dieser gesamten Zeit stets als sogenannter Third-Down-Back und Return Specialist eingesetzt, wo die Cowboys seine, aufgrund seiner Größe, enorme Schnelligkeit und Wendigkeit ausnutzen konnten.
Während der 4. Spielwoche der Saison 2015 riss sich Dunbar das vordere Kreuzband und das innere Kollateralband im linken Kniegelenk und musste die Saison vorzeitig beenden.
Vor der Saison 2016, am 17. März 2016, verlängerte Dunbar zwischenzeitlich seinen Vertrag bei den Cowboys um ein Jahr.

### Los Angeles Rams
Nach Auslauf seines letzten Vertrages mit den Cowboys unterschrieb Dunbar am 16. März 2017 einen Ein-Jahres-Vertrag bei den Los Angeles Rams mit einem Gehalt von 3 Mio. US-Dollar. Bei den Rams wurde er unter Vertrag genommen, um ähnlich sportliche Aufgaben wie bei den Cowboys zu übernehmen, wobei die Rams ihn noch häufiger als Third-Down-Back einsetzen wollten und Vergleiche zu Chris Thompson zogen.
Noch vor Start der Regular Season 2017 musste Dunbar aufgrund anhaltender Knieprobleme am 28. Juli 2017 auf die PUP-Liste gesetzt werden.

Am 11. November 2017 wurde Dunbar dem aktiven Kader hinzugefügt und kam am 10. Spieltag erstmals für die Rams in der Regular Season zum Einsatz.
Nach der Saison 2017 wurde sein Vertrag bei den Rams nicht verlängert, sodass Dunbar zum Free Agent wurde.

## NFL-Statistiken
| 2012            | Dallas Cowboys   | 12 | 0 | 21  | 75  | 3,6  | 18 | 0 | 6  | 33  | 5,5  | 14 | 0 | - | - | -   | - | - | 12 | 261 | 21,8 | 44 | 0 | 1 | 0 |
| 2013            | Dallas Cowboys   | 9  | 0 | 30  | 150 | 5,0  | 45 | 0 | 7  | 59  | 8,4  | 17 | 0 | - | - | -   | - | - | 1  | 28  | 28,0 | 28 | 0 | 1 | 1 |
| 2014            | Dallas Cowboys   | 16 | 0 | 29  | 99  | 3,4  | 14 | 0 | 18 | 217 | 12,1 | 40 | 0 | - | - | -   | - | - | 2  | 46  | 23,0 | 28 | 0 | 0 | 0 |
| 2015            | Dallas Cowboys   | 4  | 0 | 5   | 67  | 13,4 | 45 | 0 | 21 | 215 | 10,2 | 39 | 0 | 1 | 4 | 4.0 | 4 | 0 | 6  | 146 | 24,3 | 32 | 0 | 0 | 0 |
| 2016            | Dallas Cowboys   | 13 | 0 | 9   | 31  | 3,4  | 10 | 1 | 16 | 122 | 7,6  | 16 | 0 | - | - | -   | - | - | 2  | 32  | 16,0 | 16 | 0 | 1 | 0 |
| 2017            | Los Angeles Rams | 4  | 0 | 11  | 51  | 5,6  | 12 | 1 | 1  | 1   | 1,0  | 1  | 0 | - | - | -   | - | - | -  | -   | -    | -  | - | 0 | 0 |
| Total           | Total            | 58 | 0 | 105 | 473 | 4,5  | 45 | 2 | 69 | 647 | 9,4  | 40 | 0 | 1 | 4 | 4,0 | 4 | 0 | 23 | 513 | 22,3 | 44 | 0 | 3 | 1 |
| Source: NFL.com |                  |    |   |     |     |      |    |   |    |     |      |    |   |   |   |     |   |   |    |     |      |    |   |   |   |